# Hypoperigea inornata
Hypoperigea inornata là một loài bướm đêm trong họ Noctuidae.